# Брагин, Роман Геннадьевич
Роман Геннадьевич Брагин (род. 17 апреля 1987 года, Москва) — российский волейболист, либеро клуба «Кузбасс». Мастер спорта России

## Карьера
Воспитанник ВК «Луча», первый тренер — Кизеева Галина.
В составе «Луча» дошёл до 1/4 финала Кубка Европейской конфедерации волейбола 2005/06 года.
С 2006 года играет в составе «Динамо» (Москва). В первый же сезон становится финалистом Кубка России и вице-чемпионом. Чемпион России 2008 года и обладатель Кубка России 2008 года. Обладатель Суперкубка России 2009 года. В 2010 году снова становится финалистом Кубка России и бронзовым призёром чемпионата. А на международной арене доходит до финала лиги чемпионов ЕКВ. В 2011 и 2012 годах становится серебряным призёром чемпионата страны.
В 2013 году переходит в «Белогорье». Обладатель Кубка России 2013 года. Бронзовый призёр чемпионата России 2014 года. Победитель лиги чемпионов ЕКВ 2014 года. Победитель клубного чемпионата мира 2014 года в составе «Белогорья». Финалист Кубка России 2015 года. Обладатель Суперкубка России 2013 и 2014 года. Бронзовый призёр чемпионата России 2016 года.
В 2017 году возвращается в «Динамо».
Бронзовый призёр Европейских игр 2015 года.

## Образование
Окончил РГУФКСиТ.